# غذای زنده

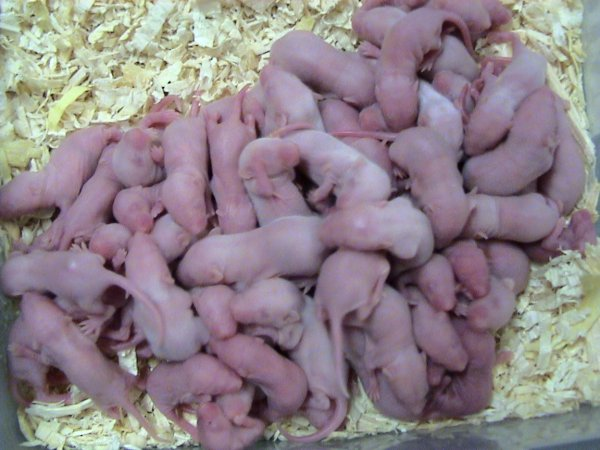
فروش موش «پینکی» به عنوان غذای زنده برای خزندگان

غذای زنده، جانوران زنده‌ای هستند که به عنوان غذا برای دیگر جانوران گوشت‌خوار یا همه چیزخوار که در اسارت نگهداری می‌شوند استفاده می‌شود. به عبارت دیگر، طعمه‌های کوچک (مانند حشرات، ماهی‌های کوچک یا جوندگان) به شکارگران بزرگ‌تر که در باغ‌وحش یا به‌عنوان حیوان خانگی نگهداری می‌شوند، زنده تغذیه می‌کنند.
غذای زنده معمولاً به عنوان خوراک انواع حیوانات خانگی بیگانه و جانوران باغ وحش، از تمساح‌ها (تمساح‌ها و الیگاتورها) گرفته تا انواع مارها، لاک‌پشت‌ها، مارمولک‌ها و قورباغه‌ها استفاده می‌شود، اما شامل دیگر گونه‌های غیرخزنده و غیردوزیستان نیز می‌شود. به عنوان پرندگان و پستانداران (به عنوان مثال، بدبوهای خانگی، که پستانداران همه چیزخوار هستند، از نظر فنی می‌توانند با مقدار محدودی از غذای زنده تغذیه شوند، اگرچه این یک روش معمول شناخته‌شده نیست). غذای زنده رایج از حشرات (مانند جیرجیرک که به عنوان غذای ارزان‌قیمت برای خزندگانی مانند اژدهای ریش‌دار استفاده می‌شود و معمولاً در فروشگاه‌های حیوانات خانگی به همین دلیل موجود است؛ نمونه‌های دیگر سوسک، ملخ، کرم مومی و کرم آردآلود)، کرم‌ها (به عنوان مثال کرم خاکی) و سخت‌پوستان، برای پرندگان کوچک (مانند جوجه‌ها) و پستانداران (مانند موش و خرگوش) است.
در ماهیگیری، کرم‌های خاکی زنده اغلب به قلاب ماهیگیری متصل می‌شوند و به عنوان غذای زنده برای طعمه و شکار ماهی معرفی می‌شوند. از کرم‌ها به عنوان غذای ماهی برای آکواریومها و استخرهای ماهی نیز استفاده می‌شود.

## جانورانی که با غذای زنده تغذیه می‌شوند
جانورانی که معمولاً با غذای زنده تغذیه می‌شوند عبارتند از اژدهای ریشدار، گکوهای پلنگی و دیگر مارمولک‌ها، انواع مختلف مار، لاک‌پشت و ماهی‌های گوشت‌خوار. دیگر جانوران، مانند اسکنک‌ها (که گاهی به عنوان حیوانات خانگی نگهداری می‌شوند)، که همه چیزخوار هستند، نیز می‌توانند مقداری غذای زنده بخورند، اگرچه مشخص نیست که این امر در عمل چقدر رایج است.